# George Christopher Williams
George Christopher Williams (12. května 1926, Charlotte – 8. září 2010) byl americký evoluční biolog.

## Život
George C. Williams se narodil 12. května 1926 v americkém městě Charlotte v Severní Karolíně. V letech 1944 až 1946 pracoval v Itálii pro americkou armádu. Roku 1949 dokončil bakalářské studium na Kalifornské univerzitě v Berkeley (obor zoologie). Doktorský titul z biologie získal roku 1955 na Kalifornské univerzitě v Los Angeles. Svou vědeckou kariéru spojil především s Newyorskou státní univerzitou ve Stony Brooku, kam přesídlil v roce 1960. Působil zde jako jeden z prvních profesorů na katedře ekologické a evoluční biologie, a to až do roku 1990. Zemřel 8. září 2010.
George C. Williams byl společně s Williamem D. Hamiltonem jedním z průkopníků genocentrického pojetí evoluce. Podle nich se při studiu určitého znaku nelze ptát, čím tento znak zvýhodňuje svého nositele, ale čím zvýhodňuje alelu, jež je za jeho vznik zodpovědná. Tento koncept následně roku 1976 zpopularizoval Richard Dawkins ve své knize Sobecký gen a je znám jako teorie sobeckého genu. Williams upozaďoval myšlenky selekce na vyšších úrovních, jako je skupinový výběr, a odmítal rovněž panadaptacionismus (myšlenku, že každý znak je adaptivní). Proslavil se rovněž svými objevy týkající se stárnutí. Tvrdil, že alely, které zvyšují biologickou zdatnost jedince v mládí, ale mají škodlivé účinky v pozdějším věku (tj. jejich účinek je pleiotropní), by se měly fixovat. Souběžně s tím poukázal na fakt, že vliv selekce s příbývajícím věkem slábne.

## Z díla
- WILLIAMS, George C. Pleiotropy, Natural Selection, and the Evolution of Senescence. Evolution. 1957, roč. 11, čís. 4, s. 398–411. ISSN 0014-3820. doi:10.2307/2406060.
- WILLIAMS, G. C. Adaptation and Natural Selection. Princeton: Princeton University Press, 1966. Dostupné online. (anglicky)
- WILLIAMS, G. C. Sex and Evolution. Princeton: Princeton University Press, 1975. Dostupné online. (anglicky)
- WILLIAMS, G. C. Natural Selection: Domains, Levels, and Challenges. New York: Oxford University Press, 1992. Dostupné online. (anglicky)
- NESSE, R. M; WILLIAMS, G. C. Why We Get Sick : the New Science of Darwinian Medicine. New York: Times Books, 1994. Dostupné online. (anglicky)